# Amores incompletos
Amores incompletos es una película de comedia dramática mexicana de 2023 escrita y dirigida por Gilberto González Penilla. Protagonizada por Alejandro Camacho.

## Sinopsis
José es un viudo de 65 años que decide emprender un viaje por la península de Baja California en busca de los amantes que un día tuvo su difunta esposa.

## Elenco
Los actores que participan en esta película son:
- Alejandro Camacho como José
- Patricia Bernal como Elena
- Flor Eduarda Gurrola como Sonia
- Hoze Meléndez como Daniel
- Juan Carlos Colombo como Juan Carlos
- Leonardo Flores como Alex
- Héctor Jiménez como Joaquín
- Manuel Landeta como Luigi Kappala
- Edwarda Gurrola como Sonia
- Adolfo Madera como turista
- Johanna Murillo como Guadalupe
- Hernán Mendoza como amigo de José
- Silverio Palacios como Rodrigo
- Oscar Quiñones como esposo
- Gisela Madrigal como amiga de Elena 1
- Gabriela Roel como amiga de Elena 2
- Tasha Sulkowska como Kimberly
- Elías Visaiz como fotógrafo
- Karem Momo Ruiz como vendedora La Bufadora

## Producción
La fotografía principal comenzó el 4 de marzo de 2022 y finalizó el 4 de abril del mismo año. Fue filmada en locaciones de Ensenada, Tijuana y San Quintín, México.

## Lanzamiento
Tuvo su estreno internacional a mediados de noviembre de 2022 en el 11° Festival Internacional de Cine de Los Cabos. Se estrenó comercialmente el 30 de marzo de 2023 en cines mexicanos, para posteriormente tener un estreno el 16 de abril de 2023, en el 39° Festival de Cine Latino de Chicago.

## Recepción

### Recepción de la crítica
Ernesto Diezmartínez de Letras Libres elogió el ritmo y la comedia presente en la película, destacando que todos los gags de la película funcionan bien, destacando también la dirección de los actores y la actuación de Alejandro Camacho en su debut en la comedia. Alejandro Alemán de El Universal también destacó positivamente el humor utilizado en la película y que los gags suceden de manera orgánica, además elogió la variedad actoral de Alejandro Camacho, calificándola de innovadora.